# Brancheorganisation
En brancheorganisation eller brancheforening er en interesseorganisation for virksomheder i en bestemt branche.
Brancheorganisationer kan agere som arbejdsgiverforeninger i forbindelse med overenskomstforhandlinger med fagforbund, men kan også blot have fokus på faget ved at organisere messer, udgive tidsskrifter, rådgive medlemmer og uddele priser. Hertil spiller de en stor rolle i vejledning og rådgivning af virksomheder i lovgivning, miljø og bæredygtighed med videre.
En anden vigtig del af brancheforeningens arbejde er lobbyarbejde i forhold til det politiske system. Flere brancheorganisationer er derfor repræsenteret med kontorer i Bruxelles for bedre at kunne påvirke EU's beslutningstagere.
Et eksempel på en Brancheorganisation er DS Håndværk & Industri, der varetager interesserne for små og mellemstore virksomheder indenfor industri-, vvs-, el- og metalområdet.